# Hoisești (okręg Jassy)
Hoisești – wieś w Rumunii, w okręgu Jassy, w gminie Dumești. W 2011 roku liczyła 821 mieszkańców.